# Traktor Taszkent
Traktor Taszkent (uzb. «Traktor» futbol klubi Toshkent, ros. Футбольный клуб «Трактор» Ташкент, Futbolnyj Kłub "Traktor" Taszkient) – uzbecki klub piłkarski, z siedzibą w stolicy kraju, Taszkencie.

## Historia
Chronologia nazw:
- 1967—1969: Taszawtomasz Taszkent (ros. «Ташавтомаш» Ташкент)
- 1970—???: Traktor Taszkent (ros. «Трактор» Ташкент)

Piłkarska drużyna Taszawtomasz Taszkent została założona w mieście Taszkent w 1968, chociaż jeszcze w 1950 występowała drużyna Zawod Maszynostrojenija Taszkent (ros. Завод машиностроения Ташкент), która reprezentowała Fabrykę Budowy Maszyn.
W 1968 zespół debiutował w Klasie B, strefie średnioazjatyckiej Mistrzostw ZSRR. W sezonie 1970 zajął ostatnie 22 miejsce i na długo pożegnał się z rozgrywkami profesjonalnymi.
W 1970 startował w rozgrywkach Pucharu ZSRR.
Dopiero w 1987 ponownie przystąpił do rozgrywek w Drugiej Lidze, strefie 7, w której występował do 1989.
W latach 1990 i 1991 występował w Drugiej Niższej Lidze.
W 1992 debiutował w Wyższej Lidze Uzbekistanu, w której występował do 2007. Z powodów finansowych zrezygnował z dalszych występów w Olij Liga.

## Sukcesy
- 1 miejsce w Klasie B ZSRR, strefie średnioazjatyckiej:

1969
- 1/64 finału Pucharu ZSRR:

1970
- Mistrz Uzbeckiej SRR:

1967, 1976, 1986
- Zdobywca Pucharu Uzbeckiej SRR:

1975
- 4 miejsce w Olij Liga:

2005
- Finalista Pucharu Uzbekistanu:

2004

## Inne
- Pachtakor Taszkent